# Shreveport Mudbugs
Shreveport Mudbugs är ett amerikanskt juniorishockeylag som spelar i North American Hockey League (NAHL) sedan 2016. De har dock sitt ursprung från 1997 när ett ishockeylag bildades med samma namn för spel i Western Professional Hockey League (WPHL), tre år senare flyttades laget till grannstaden Bossier City för att vara Bossier-Shreveport Mudbugs. 2001 blev WPHL fusionerad med Central Hockey League (CHL) och tio år senare lades laget ner på grund av dålig ekonomi och svalt intresse bland allmänheten. Dagens Mudbugs spelar sina hemmamatcher i inomhusarenan Hirsch Memorial Coliseum, som har en publikkapacitet på 10 300 åskådare vid ishockeyarrangemang, i Shreveport i Louisiana. De vann Robertson Cup, som delas ut till det lag som vinner NAHL:s slutspel, för säsongen 2017–2018.
De har ännu inte fostrat någon nämnvärd spelare.